# كريس توماس
كريس توماس (بالإنجليزية: Chris Thomas)‏ (و. 1947  م) هو منتج أسطوانات، وملحن بريطاني، ولد في لندن، يستخدم آلات قيثارة.

## وصلات خارجية
- كريس توماس على موقع IMDb (الإنجليزية)
- كريس توماس على موقع ميوزك برينز (الإنجليزية)
- كريس توماس على موقع أول ميوزيك (الإنجليزية)
- كريس توماس على موقع ديسكوغز (الإنجليزية)
- كريس توماس على موقع قاعدة بيانات الفيلم (الإنجليزية)

- كريس توماس في قاعدة بيانات الأفلام على الإنترنت